# Jean Laurent (fotógrafo)

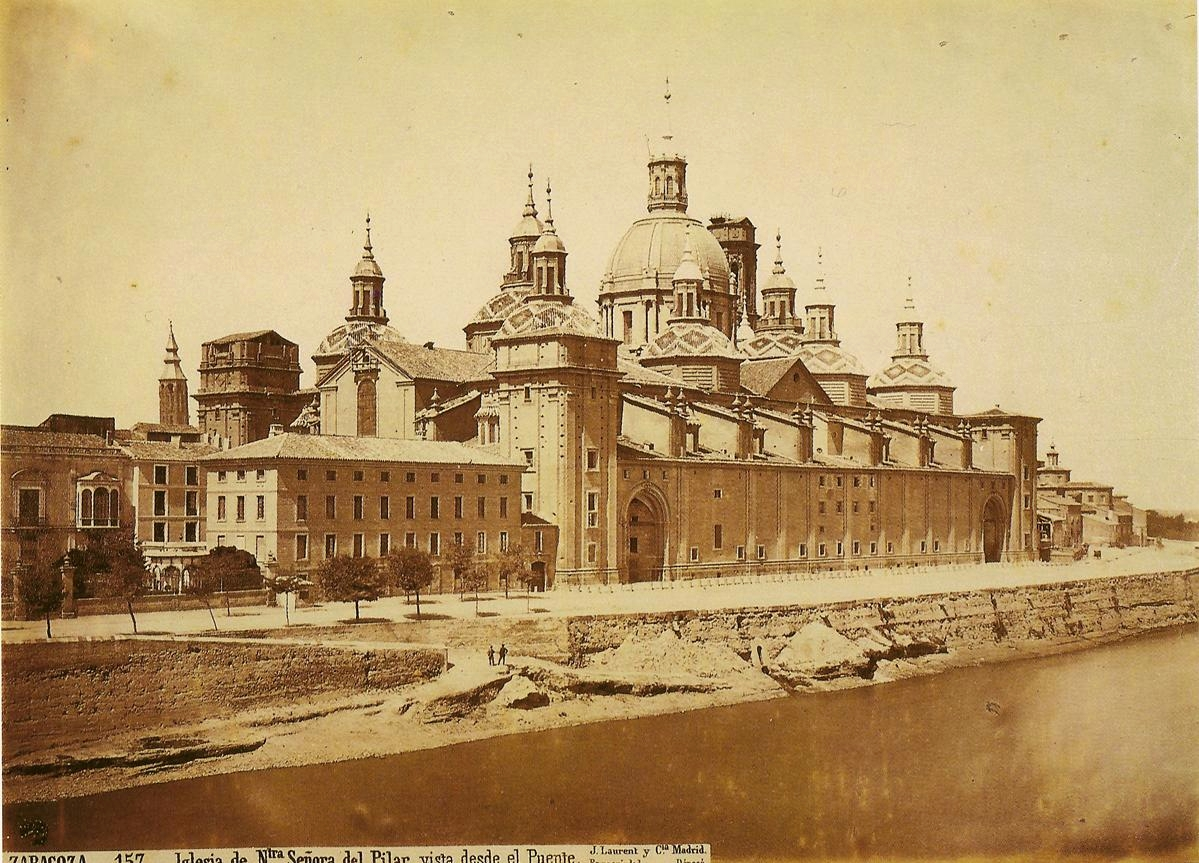
J. Laurent, Igreja de Nossa Senhora do Pilar vista desde a ponte, Saragoça. Por volta de 1875. Cópia em albumina, original do século XIX.

Jean Laurent ou Juan Laurent Minier (Garchizy, Nevers (França), 23 de julho de 1816 – Madrid, 24 de novembro de 1886) foi um dos mais importantes fotógrafos que trabalharam na Espanha no século XIX. Ele viajou para Portugal em 1869 e obteve vistas fotográficas dos monumentos.
Estabelecido em Madrid em 1843, começou a interessar-se pela fotografia em 1855, tomando vistas panorâmicas de cidades, paisagens, monumentos, obras públicas e obras de arte da Península Ibérica; bem como retratando personalidades e tipos populares.

## Biografia

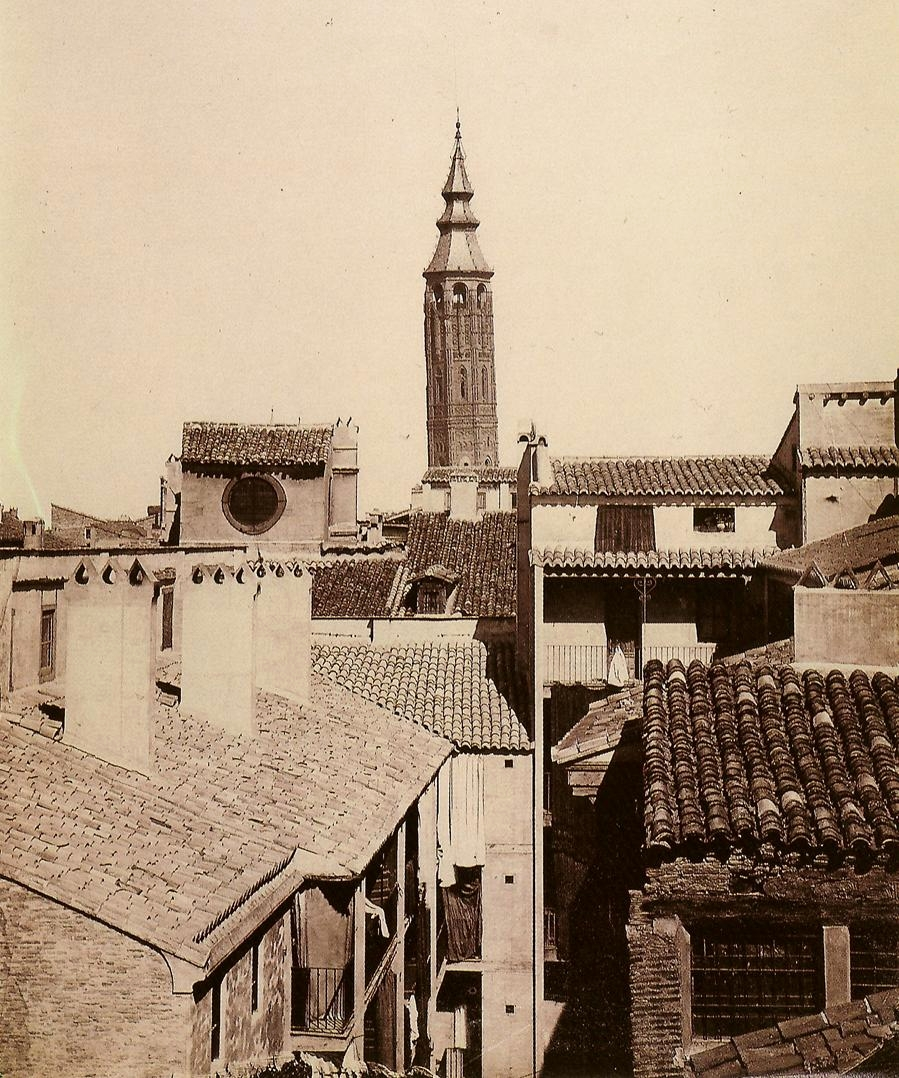
Saragoça, A torre nova ou torre inclinada. Anos 1865-1867. Fotografia de José Martínez Sánchez, associado a Laurent.

Nasceu em Garchizy, Nevers (França) a 23 de julho de 1816, e mudou-se a Madrid em 1843, onde se identificaria com o nome de Juan, em lugar do original francês Jean, embora sempre assinasse as suas obras como "J. Laurent". Em Madrid casou-se com a viúva de um pasteleiro.
Há teorias que supõem que manteve um gabinete de daguerreótipos em Paris (França), ou até mesmo que começou o seu trabalho de fotógrafo nessa cidade, embora estas afirmações fossem desmentidas. É preciso levar em conta, além disso, que tanto o nome  Jean quanto o sobrenome Laurent são muito comuns no país gaulês, pelo qual não seria difícil que existisse outro J. Laurent em Paris nesse tempo que fora daguerreotipista. Assim, é sabido que em São Petersburgo (Rússia) trabalhava por essa época um fotógrafo com o mesmo sobrenome Laurent.
Até 1855 trabalhou como cartonador, dedicando-se à fabricação de luxuosas caixas para pastelarias e de papéis marmorados, para encadernações de livros. Esse mesmo ano interessou-se pela fotografia, coloreando cópias em papel, e pelos avanços tecnológicos do momento, que chegou a dominar. No ano seguinte estabeleceu o seu estudo fotográfico na rua Carrera de San Jerónimo, número 39, de Madrid (perto do Congresso dos Deputados, e começou a sua atividade como fotógrafo profissional.
Ostentou o título de "Fotógrafo de Sua Majestade a Rainha" durante o período de 1861 a 1868. Desde 1861 tinha uma coleção de fotografias à venda, entre as que figuravam obras do Museu do Prado.
Em 1868 abriu na Rue de Richelieu de Paris uma loja (que não estudo fotográfico), na qual um empregado vendia as suas fotografias da Espanha e Portugal.
Na sua atividade profissional trabalhou com vários colaboradores, entre os que se destaca Alfonso Roswag, genro seu. Em 1883 figurava como proprietária do seu arquivo a sua enteada Catalina Melina Dosch de Roswag.
Juan Laurent faleceu em Madrid a 24 de novembro de 1886, e foi enterrado ao dia seguinte no cemitério de La Almudena, então chamado cemitério do Este. Na sua lápide foi grabado o seu nome espanholizado: Juan.

## Obra fotográfica

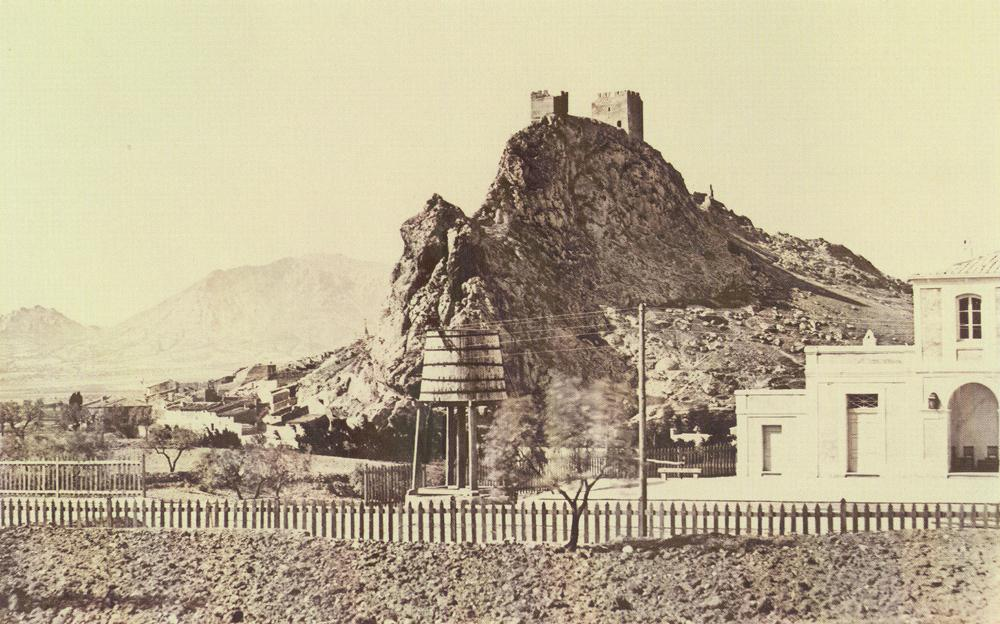
J. Laurent, Estação e castelo de Sax, 1858. Cópia em albumina, a partir de um negativo de vidro. Faz parte de uma reportagem da linha ferroviária de Madrid a Alicante, no ano da sua inauguração.

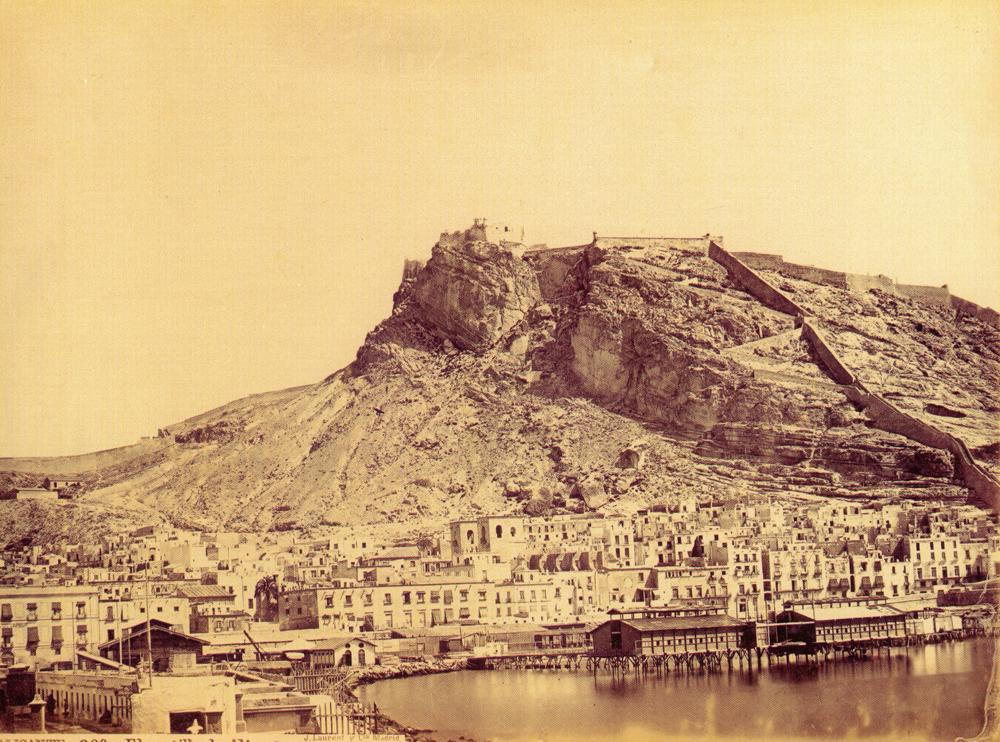
J. Laurent, O castelo de Alicante, por volta de 1870.

J. Laurent destacou-se sempre por se manter atualizado nos avanços tecnológicos que se produziam na fotografia do século XIX. Ele próprio inventou e introduziu várias técnicas como o papel leptográfico (com o fotógrafo espanhol José Martínez Sánchez, em 1866), que se vendia já sensibilizado; ou um novo sistema de coloreado.
Usava a ferrovia para os seus deslocamentos pela Península Ibérica, e empregava uma pequena carruagem ou "carro-laboratório" de campanha, onde preparava e revelava as suas placas de vidro ao colodion. Os negativos de colodion eram totalmente artesanais e davam uma grande nitidez.
No Instituto do Patrimonio Cultural de España (IPCE), do Ministério da Cultura e Esporte, na Cidade Universitária de Madrid, conservam-se cerca de 12 000 negativos originais de vidro ao colodion úmido, de J. Laurent, e J. Laurent e Companhia; no Arquivo fotográfico Ruiz Vernacci. Destes negativos, 9 500 são do formato 27 x 36 centímetros, e 1 000 são placas estereoscópicas do formato 13 x 18 cm. Mas os negativos maiores conservados de Laurent são do gigantesco formato 27 x 60 cm.
A partir dos negativos originais de Laurent, na segunda metade do século XIX foram obtidas cópias em papel em albumina. Cópias positivas da época de Laurent conservam-se em numerosas instituições: Palácio Real de Madrid, Museu Municipal de Madrid, Fundo Fotográfico da Universidade de Navarra, Biblioteca Nacional de Espanha, Instituto do Patrimônio Cultural de Espanha, Museu de Belas-Artes da Lituânia (Lietuvos dailes muziejus, em Vilnius) e no antigo Palácio Real de Lisboa, hoje conhecido como Palácio Nacional da Ajuda. A produção da Casa Laurent foi imensa.
As primeiras fotografias de Laurent foram retratos de estudo, mas em 1857 começou a viajar fora de Madrid, tomando vistas estereoscópicas (que podiam ver-se em três dimensões com um visor apropriado). Em 1858 realizou a sua primeira grande reportagem, sobre a linha ferroviária de Madrid a Alicante, por encomenda da companhia MZA. Na Biblioteca do Palácio Real de Madrid conserva-se uma pasta que contém essas fotografias que foram obsequiadas à rainha Isabel II. Paralelamente conservam-se negativos originais, como o da estação de Sax, no Instituto do Patrimônio Cultural de Espanha.
A Casa Laurent publicou sucessivos catálogos que relacionavam as suas fotografias à venda. Contêm listagens com os números e títulos das fotografias, agrupadas por temas e províncias. Conhecem-se edições dos catálogos de Laurent dos anos: 1861, 1863, 1866, 1867, 1868, 1872, 1879 e 1880. Estes catálogos são imprescindíveis para datar corretamente as vistas.

## Os seus catálogos
Em 1861 editou o folheto intitulado: Catálogo de los Retratos que se venden en casa de J. Laurent, Fotógrafo de S. M. la Reina (Madrid, Imprensa de Manuel de Rojas, 1861). A listagem começa com uma relação de diferentes imagens de Isabel II, em traje de grande solenidade, mas também bordando, ou com mantilha. Seguem outros membros da família real, ministros, generais, deputados, atores, pintores, músicos, artistas de circo, e celebridades diversas, como o Excmo. Sr. D. José de Salamanca. (Capitalista). Finaliza o catálogo com uma lista de pinturas do Museu do Prado.
Em 1863 ampliou o seu catálogo, adicionando 268 vistas de exteriores, e fotografias das principais obras da Exposição Nacional de Belas Artes de 1862. O novo folheto titulou-se: Catálogo de las fotografias que se venden en casa de J. Laurent,...  Relacionavam-se vistas de Madrid, Alcalá de Henares, El Escorial, Aranjuez, Toledo, Segóvia, La Granja, Alhama de Aragão, Monasterio de Piedra, Cuenca, Alicante, Sax, Barcelona, Córdova, Granada, Málaga, Ronda, Gibraltar, Sevilha, Tetuão, e a esquadra espanhola fundeada na baía de Alicante. Laurent embarcou em diferentes navios, como a corveta Colón, fotografando oficiais e marinheiros nos seus postos de combate.
O catálogo de 1867, foi um livro redigido em francês, embora impresso em Madrid. A partir de então utilizou a língua francesa para captar clientes estrangeiros. Esta vez oferecia as vistas em grande formato, a partir de negativos de vidro de 27 x 36 centímetros. Entre outros temas incluiu amplos reportagens das linhas ferroviárias de Madrid a Saragoça, e de Logronho a Bilbao. Também comercializava outras vistas de outras cidades espanholas.
Não todas essas fotografias foram tomadas pessoalmente por Laurent. Por exemplo, no Inverno de 1866-1867, Laurent e Martínez Sánchez repartiram o trabalho para realizar conjuntamente uns albums de Obras Públicas de España, para a Exposição Universal de Paris de 1867. Assim, as fotografias de pontes, faróis, canteiras e portos do Leste da Península (Tarragona, Valência,…) foram tomadas por Martínez Sánchez; mas os seus negativos foram incorporados ao arquivo de Laurent.
Além das fotografias que vendia por catálogo, Laurent tomava outras vistas por encomenda. Por exemplo, em 1874 Laurent fotografou as Pinturas negras de Goya, na sua situação original nas paredes da Quinta del Sordo. Estas fotografias foram encomendadas pelo então proprietário da casa.
Outra especialidade de Laurent foi a aplicação de fotografias nos leques, a partir de 1864, obtendo um Real Privilégio de Invenção na Espanha, e uma patente na França. Em vários museus conservam-se leques ilustrados e montados com fotografias de retratos de toureiros, formando um mosaico pregável. Assim, o Museu Tèxtil, ou Museu Têxtil de Terrassa; o Museu Frederic Marès de Barcelona; o Museu Provincial de Ávila, ou as Bodegas Osborne, do Puerto de Santa Maria, contam nas suas coleções com leques de Laurent, que têm pegados numerosos retratos de toureiros da época, como Cúchares, Lagartijo ou Frascuelo.

## Laurent em Portugal

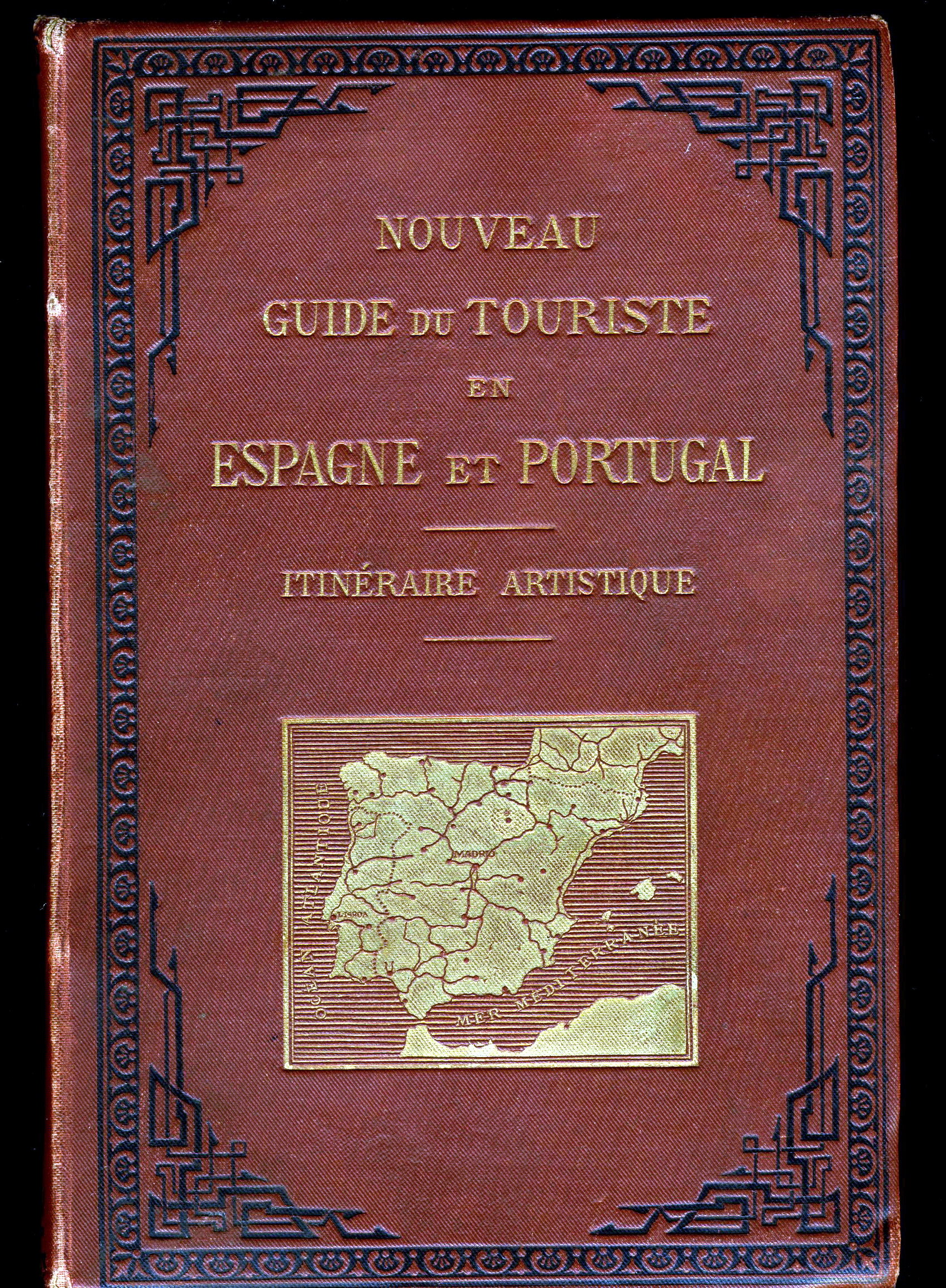
Catálogo de Laurent, edição de Outubro de 1879.

Em Março de 1869 Laurent viajou para Portugal, para fotografar suas principais cidades e monumentos. Ele também retratou a família real. Era uma época em que a Espanha estava procurando novo rei, após o destronamento de Isabel II, em setembro de 1868. Mas D. Fernando II de Portugal, não aceitou a oferta da coroa espanhola, para preservar a independência de Portugal.
A lista de fotografias de Portugal, para venda, foi publicado pela primeira vez na edição de 1872 do catálogo de Laurent. Cidades e lugares fotografados foram: Lisboa, Sintra, Palácio da Pena e Monserrate, Mafra, Alcobaça, Batalha, Tomar, Coimbra, Porto, Braga, Guimarães, Setúbal e Évora.
Também no novo livro de Laurent em outubro de 1879, ele publicou a lista de todas as imagens de Portugal. Desta vez, o livro inclui um guia detalhado, com um mapa desdobrável da Península Ibérica. O livro foi impresso e publicado em Madrid, mas foi escrito em francês, para um melhor reconhecimento internacional. Alfonso Roswag foi o autor do texto do guia de 1879. Escreveu um longo capítulo de 78 páginas, que resume a história de Portugal, e citando seus melhores monumentos.
Em 2009, uma exposição foi realizada no Porto, com fotografias de Laurent. A mesma exposição viajou para Lisboa em 2010. Ver ligações externas.

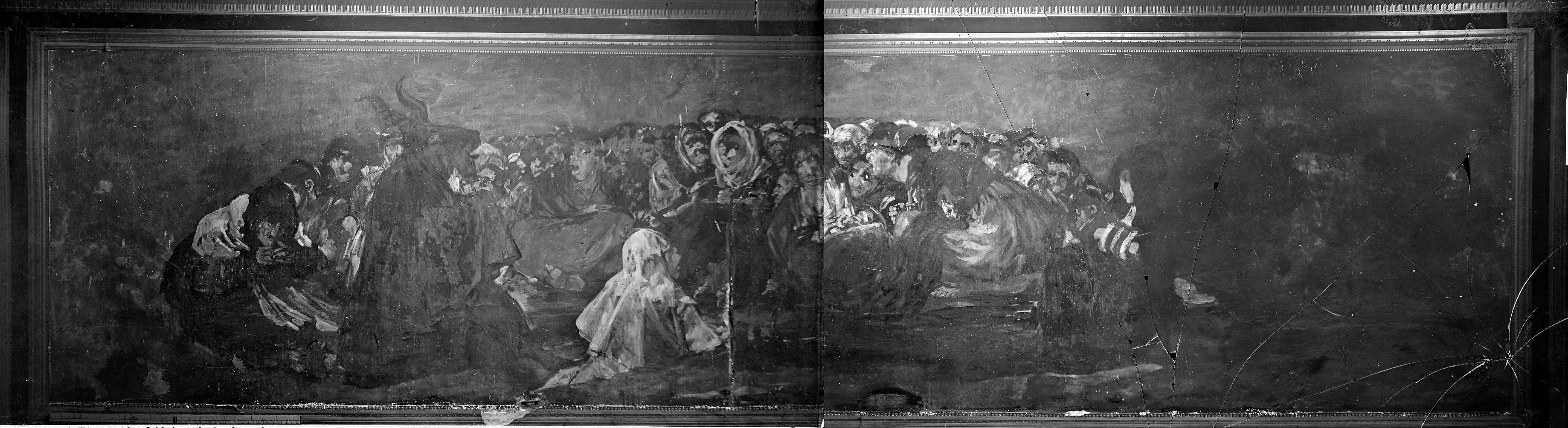
J. Laurent. Fotografia de El Aquelarre (em 1874) no seu estado original numa das paredes da Quinta del Sordo de Goya. Ed. moderna, a partir de 2 negativos originais conservados no Arquivo Ruiz Vernacci. IPCE (Instituto do Patrimônio Cultural da Espanha).